# Plagiolepis pallescens
Plagiolepis pallescens är en myrart som beskrevs av Auguste-Henri Forel 1889. Plagiolepis pallescens ingår i släktet Plagiolepis och familjen myror.

## Underarter
Arten delas in i följande underarter:
- P. p. atlantis
- P. p. elguerrhae
- P. p. isis
- P. p. kabyla
- P. p. maura
- P. p. pallescens
- P. p. polygyna
- P. p. sordida